# Трошель, Юлиус
Юлиус Трошель (30 июля 1806, Берлин — 26 марта 1863, Рим) — немецкий скульптор, живший в Риме.

## Биография
Юлиус Трошель был одним из двенадцати детей прусского юриста Эрнста Леберехта Трошеля (1776—1850). В 1824 году он начал учиться у знаменитого скульптора Кристиана Даниэля Рауха и в том же году впервые выставил на публике свою работу — барельеф с изображением Тезея. В 1833 году, за рельеф с изображением Одиссея и Телемаха, он получил прусскую государственную стипендию для дальнейшего обучения в Риме. В Риме Трошель женился на Виттории Бути и остался жить в этом городе. Он выполнял бюсты, статуэтки на мифологические и жанровые темы, барельефы, которыми был особенно известен, а также надгробия. Проживая в Италии, Трошель не терял связи с родиной: он общался с другими немецкими деятелями искусства, жившими в Риме, и даже выполнил для одной из римских церквей надгробие художника-романтика Кателя; а многие свои скульптуры создавал для заказчиков из Германии. Его сын, Вильгельм Трошель, родившийся в 1844 году, тоже стал скульптором.

## Галерея
- Спящая девушка. Фридрихсвердерская церковь, Берлин.
- Девушка со льном. ГМЗ «Павловск», Санкт-Петербург.
- Юный Дионис. Аничков дворец, Санкт-Петербург.
- Надгробие художника Франца Людвига Кателя. Церковь Санта-Мария-дель-Пополо, Рим.
- Рельеф Персей и Андромеда. Новая Пинакотека, Мюнхен.
- Зеф и Амфион. Новая Пинакотека, Мюнхен.